# Hans-Günther von Rost
Pour les articles homonymes, voir Rost (homonymie).
Le titre de cet article comprend le caractère ü. Quand celui-ci n'est pas disponible ou n'est pas désiré, le nom de l'article peut être représenté comme Hans-Guenther von Rost.
Hans-Günther von Rost (né le 15 novembre 1894 à Hanovre et mort le 23 mars 1945 à Székesfehérvár) est un Generalleutnant allemand qui a servi au sein de la Heer dans la Wehrmacht pendant la Seconde Guerre mondiale.
Il a été récipiendaire de la Croix de chevalier de la Croix de fer. Cette décoration est attribuée pour récompenser un acte d'une extrême bravoure sur le champ de bataille ou un commandement militaire accompli avec succès.

## Biographie
Hans-Günther von Rost est le fils du lieutenant général Otto Karl von Rost et de son épouse Anna Sophia, née Bieber. Après son baccalauréat, il s'engage le 14 septembre 1913 dans l'armée prussienne en tant que porte-drapeau. Il est affecté au 10e régiment d'artillerie de campagne. 
Hans-Günther von Rost est tué le 23 mars 1945 près de Székesfehérvár en Hongrie.

## Décorations
- Croix de fer (1914)
  - 2e classe
  - 1re classe
- Croix d'honneur des combattants 1914-1918
- Agrafe de la Croix de fer (1939)
  - 2e classe
  - 1re classe
- Croix du Mérite de guerre avec glaives
  - 2e classe
  - 1re classe
- Médaille du Front de l'Est
- Croix allemande en Argent (30 décembre 1943)
- Croix de chevalier de la Croix de fer
  - Croix de chevalier le 21 mars 1945 en tant que Generalleutnant et commandant de la 44. Reichsgrenadier-Division "Hoch- und Deutschmeister"[1]